# Allt och lite till
Allt och lite till är en svensk TV-serie för unga som hade premiär den 30 oktober 2004 på SVT.
Musiken har skrivits av Bengt Ernryd som även gjorde musiken till barnprogrammet Fem myror är fler än fyra elefanter. Ursprungligen skulle serien ha hetat Ordbanditerna.

## Rollista
- Elisabet Carlsson – Rut
- Jacob Ericksson – Jonas
- Vanna Rosenberg – Vivian Desiré Ångström